# Căsătoria dintre Albert al II-lea, Prinț de Monaco, și Charlene Wittstock
Căsătoria dintre Albert al II-lea, Prinț de Monaco și Charlene Wittstock are loc la Monaco. Pe 1 iulie 2011 a fost programată cununia civilă, iar pe 2 iulie 2011 cea religioasă. A fost descrisă ca "cea mai mare petrecere din ultimii 55 ani" fiind prima nuntă în principat după căsătoria tatălui lui Albert, Rainier al III-lea.